# René Thom
René Thom (Franciaország, Montbéliard, 1923. szeptember 2. – Bures-sur-Yvette, 2002. október 25.) Fields-érmes francia matematikus.

## Pályafutása
A Lycée Saint-Louis-on és az École normale supérieure-ön tanult. PhD fokozatát a Párizsi Egyetemen szerezte meg 1951-ben. Disszertációjának címe: Fibre spaces in spheres and Steenrod squares. Témavezetője Henri Cartan volt. Amerikai ösztöndíja után a Grenoble-i (1953–1954) és Strasbourgi Egyetemen tanított (1954–1963). Utóbbin 1957-ben professzor lett. 1964-ben az Institut des hautes études scientifiques-ban tanított mely Bures-sur-Yvette-ben található.
Topológiával foglalkozott, azon belül differenciáltopológiával. Kidolgozta a katasztrófaelméletet.